# Charles-Julien Lioult de Chênedollé
Charles-Julien Lioult de Chênedollé (Vire, 4 novembre 1769 – Burcy, 2 dicembre 1833) è stato un poeta francese.
Padre dello scrittore e bibliofilo Charles Auguste Lioult de Chênedollé (concepito durante il suo esilio in Belgio e abbandonato in giovane età), ammiratore di Chateaubriand, sostenitore di Madame de Staël nella sua polemica anticlassicistica, scrisse fra l'altro un vasto poema epico, Il genio dell'uomo (Le génie de l'homme, 1807) ritenuto dalla critica fastidiosamente didattico.

## Opere scelte
- Le Génie de l'homme, poëme, 1807
- Études poétiques, 1822
- Le Château de Domfront: poème, 1829
- Introduction à l'histoire de la poésie française, 1810
- Œuvres complètes de Charles de Chênedollé, 1864